# 1593 en santé et médecine
| Années de la santé et de la médecine : 1590 - 1591 - 1592 - 1593 - 1594 - 1595 - 1596    |
| Décennies de la santé et de la médecine : 1560 - 1570 - 1580 - 1590 - 1600 - 1610 - 1620 |

Cet article présente les faits marquants de l'année 1593 en santé et médecine.

## Événements
- À l'initiative de Pierre Richer de Belleval (1558-1632) et « en vertu des lettres patentes du roi Henri IV, un jardin de botanique est créé à Montpellier, et concédé à l'université ou faculté de médecine de cette ville[1] ».
- Fondation du jardin des plantes de l'université de Heidelberg[2].
- Charles de L'Écluse (1526-1609) devient professeur de botanique à l'université de Leyde où il prend en charge le jardin botanique[3].
- Construction du théâtre anatomique de Leyde[4].
- 1593-1607 : durant la guerre de Hongrie, une sorte de typhus (ungarische Krankheit) décime les soldats allemands alors qu’il épargne les Turcs et les Hongrois, et se propage en Europe jusqu’en Angleterre[5].

## Naissances
- 9 octobre : Nicolaes Tulp (mort en 1674), chirurgien néerlandais, surtout connu pour avoir été représenté par Rembrandt dans la Leçon d'anatomie du docteur Tulp[6].
- William Davisson (mort en 1669), médecin, chimiste et botaniste français d'origine écossaise[7].

## Décès
- 25 juin : Michele Mercati (né en 1541), médecin italien, directeur du jardin botanique de Rome[8],[9].
- Li Shizhen (né en 1518), médecin, herboriste et naturaliste chinois, auteur du Bencao gangmu ou « Compendium de matière médicale », qui ne paraîtra qu'en 1596[10].
- 1593 ou 1594 : Étienne Gourmelen (né à une date inconnue), chirurgien français, professeur au Collège royal[11],[12].